# Lycopodium spectabile
Lycopodium spectabile är en lummerväxtart som beskrevs av Carl Ludwig von Blume. Lycopodium spectabile ingår i släktet lumrar, och familjen lummerväxter. Inga underarter finns listade i Catalogue of Life.